# Cherry Springs Picnic Pavilion
Le Cherry Springs Picnic Pavilion est un abri de pique-nique dans le comté de Potter, en Pennsylvanie, aux États-Unis. Situé au sein du parc d'État de Cherry Springs, cet édifice est construit dans le style rustique du National Park Service. Il est inscrit au Registre national des lieux historiques depuis le 11 mai 1987.